# Bay to Breakers

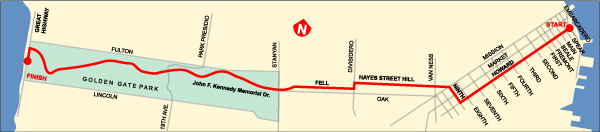
Mapa del trayecto del Bay to Breakers.

Bay to Breakers es una carrera de 12 kilómetros (7,46 millas) que se lleva a cabo cada año en San Francisco, California, el tercer domingo de mayo. Su nombre refleja el hecho que la carrera inicia muy cerca de la bahía (ing. bay) de San Francisco, y recorre la ciudad hacia el oeste para terminar cerca a la costa Pacífica donde las olas rompen (ing. breakers) contra la playa. Es una carrera en la que cualquier persona puede participar. La carrera se estableció en 1912 después del terremoto de 1906 como una manera para elevar la moral de los ciudadanos de San Francisco.  Desde ese entonces se ha hecho común que muchos participantes corran disfrazados e incluso en algunas ocasiones practicando ciertos niveles de nudismo. 
En 2020, fue traslado al computador por razones de pandemia de COVID-19.

## Descripción
Este evento congrega cada año a más de 60,000 participantes y alrededor de 100,000 espectadores.  Esta carrera ha sido motivo de gran emoción y alegría para todas las personas de San Francisco año tras año. Las personas que se registran deben pagar una cuota para obtener un número de carrera. Es un evento familiar en donde familias enteras llegan disfrazadas de hombre murciélago, hombre araña, piratas, gatos, payasos, princesas, entre otros. Después de la carrera todos celebran en el parque Golden Gate.  Disfrutan de comida, música y alegría.  Es un día en que todos los habitantes se llevan bien sin importar el estado migratorio o el estado social. Asisten personas de toda la bahía. Es un evento muy popular en el que niños y grandes se pueden divertir.